# 't Veertje
 't Veertje is een in 1994 gebouwde weidemolen en staat naast de Laaglandse Molen aan de Zeek 6 in Hellouw. De molen heeft een vierkante onderbouw en bestaat uit een onder- en bovenkot. De koker zorgt ervoor dat het bovenkot op zijn plaats blijft. Het boventafelement is ook onderzetel met kruineuten waar het bovenkot op kruit (draait). De bonkelaar en de bovenas met wiekenkruis zijn afkomstig uit een oude weidemolen.
Het gevlucht is oudhollands. De roeden zijn afgeschuind, hetgeen een baljoening heet. Op het hekwerk kunnen borden geplaatst worden. Verder zijn de stormborden afneembaar. De spil draait in een taats. Het water wordt verplaatst met een zogenaamde roerom, hetgeen een type centrifugaalpomp met houten waaier is.
De eigenaar van de molen is Molenstichting voor het Gelders Rivierengebied.

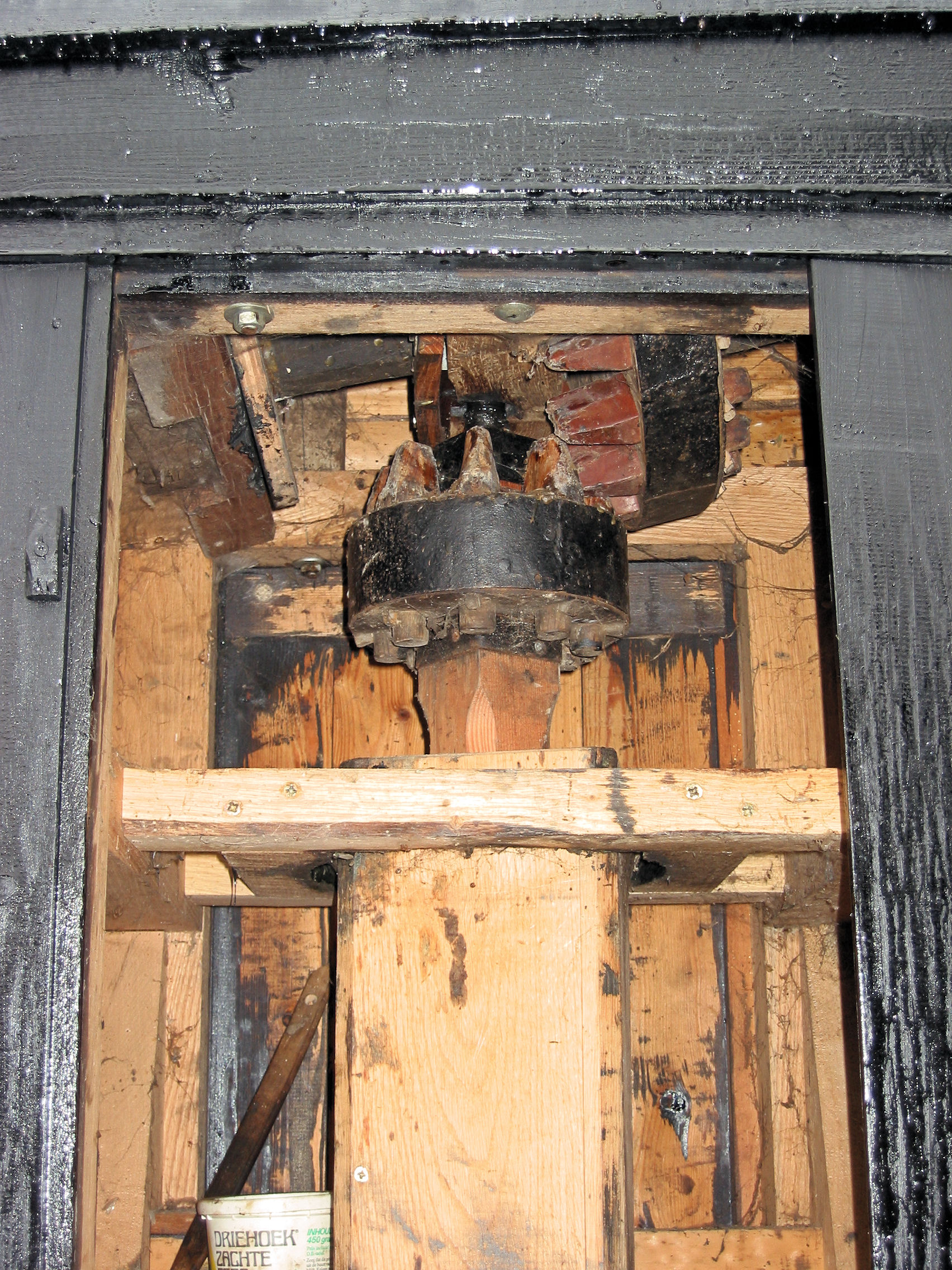
Bovenwiel met bonkelaar en deel koker
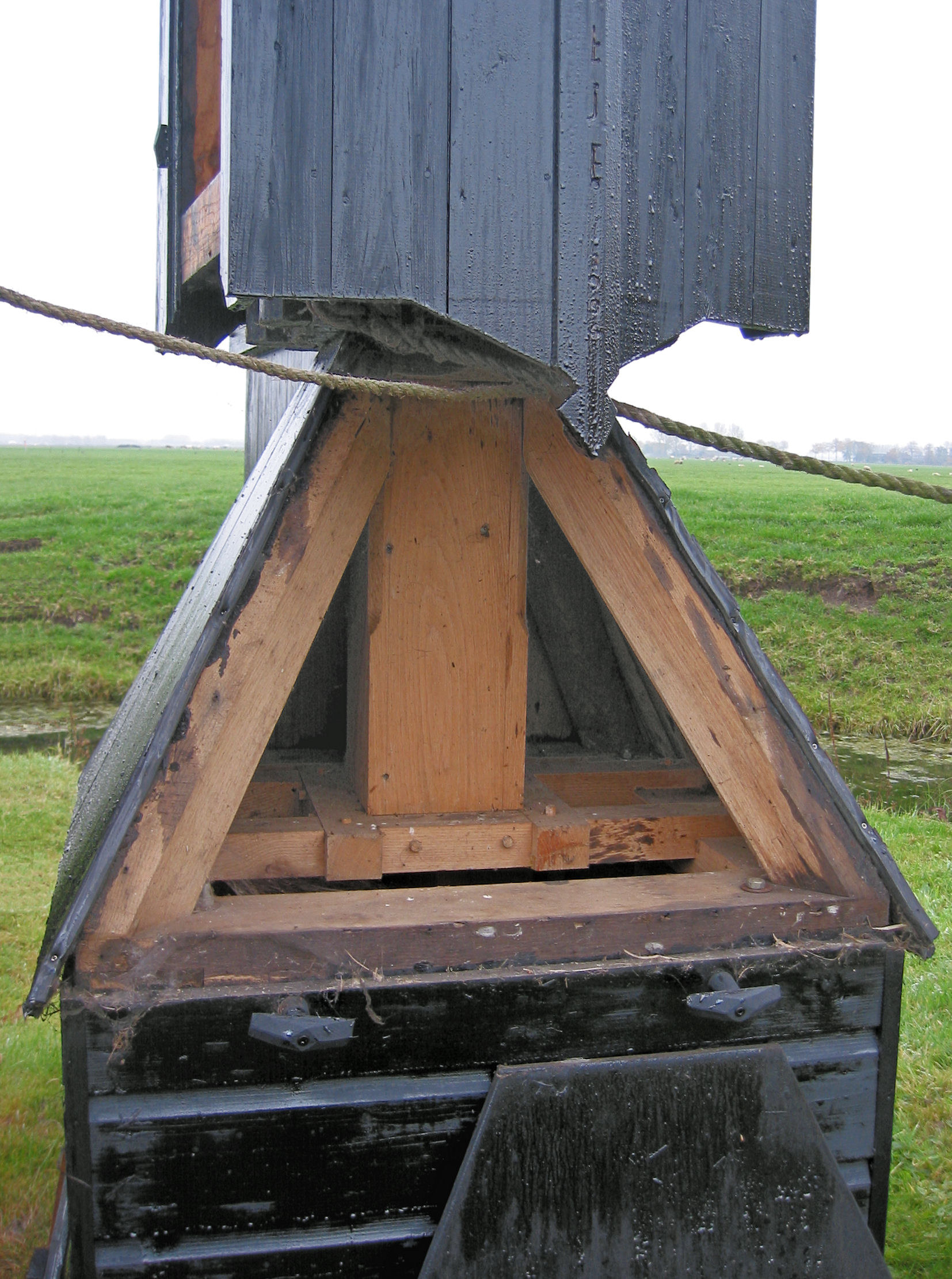
Koker
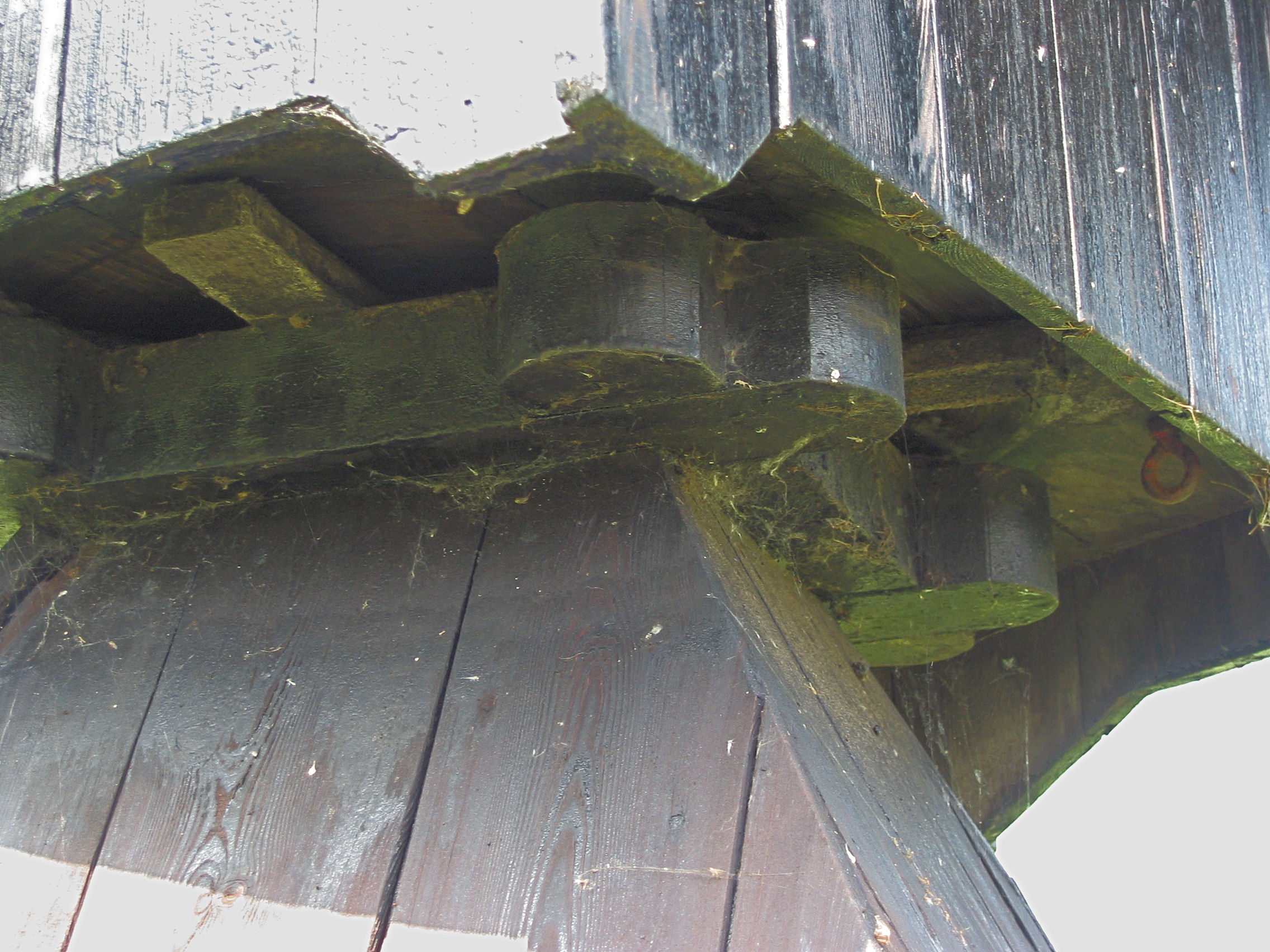
Boventafelement met kruineuten